# Oakland Raiders 1995
La stagione 1995 degli Oakland Raiders è stata la 26ª della franchigia nella National Football League, la 36ª complessiva e la prima dal ritorno ad Oakland dopo tredici annate trascorse a Los Angeles. Dopo avere vinto otto delle prime dieci gare. la squadra subì infortuni a diversi giocatori chiave (incluso il quarterback  titolare Jeff Hostetler), perdendo tutte le ultime sei partite e mancando l'accesso ai playoff.

## Scelte nel Draft 1995
| Scelte dei Raiders nel Draft 1995 |        |                  |       |                  |
| Giro                              | Scelta | Giocatore        | Ruolo | College          |
| 1                                 | 18     | Napoleon Kaufman | RB    | Washington       |
| 2                                 | 49     | Barret Robbins   | C     | TCU              |
| 3                                 | 86     | Joe Aska         | RB    | Central Oklahoma |
| 4                                 | 118    | Mike Morton      | LB    | North Carolina   |
| 5                                 | 138    | Matt Dyson       | LB    | Michigan         |
| 5                                 | 154    | Jeff Kysar       | T     | Arizona St.      |
| 6                                 | 190    | Eli Herring      | T     | BYU              |

## Calendario
| Stagione regolare |                        |                    |
| Turno             | Avversario             | Risultato          |
| 1                 | San Diego Chargers     | V 17–7             |
| 2                 | at Washington Redskins | V 20–8             |
| 3                 | at Kansas City Chiefs  | S 23–17            |
| 4                 | Philadelphia Eagles    | V 48–17            |
| 5                 | at New York Jets       | V 47–10            |
| 6                 | Seattle Seahawks       | V 34–14            |
| 7                 | at Denver Broncos      | S 27–0             |
| 8                 | Indianapolis Colts     | V 30–17            |
| 9                 | Settimana di pausa     | Settimana di pausa |
| 10                | at Cincinnati Bengals  | V 20–17            |
| 11                | at New York Giants     | V 17–13            |
| 12                | Dallas Cowboys         | S 34–21            |
| 13                | at San Diego Chargers  | S 12–6             |
| 14                | Kansas City Chiefs     | S 29–23            |
| 15                | Pittsburgh Steelers    | S 29–10            |
| 16                | at Seattle Seahawks    | S 44–10            |
| 17                | Denver Broncos         | S 31–28            |

## Classifiche
| AFC West Division      |    |   |   |      |     |     |     |
|                        | V  | S | P | %    | PF  | PS  | STR |
| (1) Kansas City Chiefs | 13 | 3 | 0 | .813 | 358 | 241 | V2  |
| (4) San Diego Chargers | 9  | 7 | 0 | .563 | 321 | 323 | W5  |
| Seattle Seahawks       | 8  | 8 | 0 | .500 | 363 | 366 | S1  |
| Denver Broncos         | 8  | 8 | 0 | .500 | 388 | 345 | V1  |
| Oakland Raiders        | 8  | 8 | 0 | .500 | 348 | 332 | S6  |